# Přemysl Freiman
Přemysl Freiman (15. října 1921 Libkovice – 3. srpna 1984 Praha) byl český novinář, režisér, dramaturg, pedagog a teoretik televize. Do historie kinematografie se zapsal především natáčením propagandistických komunistických děl, která vytvářel v období nejtvrdšího stalinismu.

## Život
Jeho otcem byl pedagog a předválečný politik Václav Freiman. Rodiče se však ještě v jeho útlém věku v nedobrém rozešli, takže se v dospělosti s otcem nestýkal. Po maturitě na reálném gymnáziu v Ústí nad Labem v Praze se zapsal na uměnovědné obory FF UKV ale z důvodů zavření vysokých škol nacisty studia nezahájil. V mládí byl Přemysl Freiman nadšeným divadelníkem, první zkušenosti získal v Divadle Oldřicha Stibora v Olomouci, navštěvoval soukromé hodiny dějin a teorie hudby u Jaroslava Řídkého a v roce 1945 se stal redaktorem kulturní rubriky Mladé fronty. Krátce působil jako dramaturg v Československém rozhlase. V roce 1954 nastoupil do vznikající Československé televize. Zde pracoval v hudebním vysílání, odpovídal za natáčení oper a divadelních adaptací. Věnoval se také pedagogické činnosti.
V srpnu roku 1968 se postavil na stranu těch, kteří nesouhlasili se vstupem vojsk Varšavské smlouvy do ČSSR. V prvních dnech okupace se podílel na ilegálním vysílání televize. Na začátku normalizace byl proto vyloučen ze strany a propuštěn z televize. V dalších letech pracoval jako noční hlídač muzea Bedřicha Smetany.
Jeho dcerou je česká herečka Veronika Freimanová.

## Profesní dráha

### Popularizátor sovětského filmu
Ve čtyřicátých letech Freiman publikoval řadu odborných článků ve Filmových novinách a v časopise Kino. Prvním jeho výraznějším počinem byl soubor statí českých a slovenských filmových kritiků Díváme se na sovětský film z roku 1949, která nekriticky oslavuje sovětskou kinematografii od Lenina až do poválečných let. Publikace samozřejmě vyzdvihovala i příznivý vliv J. V. Stalina na sovětskou tvorbu. Zmíněny byly v publikaci různé filmové žánry, včetně dobové samozřejmosti – využití propagandistického filmu v boji za světový mír. – Rozuměj: Šíření idealizovaných tvrzení o tom, že Stalin nechce válku, což byl pravý opak skutečnosti.
V roce 1950 se Freiman podílel na výrobě podobně laděného propagandistického scénáře pro film Kdo potřebuje mír?. Téhož roku se stal Freiman součástí samostatné československo-sovětské výrobní skupiny. Začal rovněž řídit novou prestižní revue Nový film, čtvrtletník pro sovětské socialistické filmové umění.

### Propagandistická díla
V letech 1949-53 působil ve Zpravodajském filmu. Freimanova spolupráce se stalinistickým režimem spadá po první poloviny padesátých let. V jeho tvorbě lze najít reportáž z prvního máje roku 1953 (Májová píseň) či dokument o pražském muzeu vůdce bolševické revoluce (Museum V. I. Lenina) z téhož roku. Oba snímky byly natáčeny barevně, aby snáze upoutaly pozornost při promítání veřejnosti v rámci nejrůznějších propagandistických akcí. Během roku 1953 natočil Freiman také truchlivě laděný dokument Zemřel Klement Gottwald.
Svá nejznámější a nejrozporuplnější díla však natočil už v roce 1950. V prvé řadě Přemysl Freiman po roce 1948 natáčel politické procesy s odpůrci komunistické vlády, vykonstruované tehdejší stalinistickou justicí. Natáčel i oba nejslavnější tuzemské zinscenované politické procesy. Tím prvním byl neblaze proslulý proces s Miladou Horákovou, který po vzoru velkých sovětských procesů probíhal od 31. května do 8. června 1950. Osm dní trvající proces měl svůj vynucený „scénář“, podle kterého se měli a byli donuceni obžalovaní chovat, ale v některých momentech přesto jednali proti režii. O dva a půl roku později Freiman řídil i natáčení neméně známého zinscenovaného procesu s bývalým generálním tajemníkem ÚV KSČ Rudolfem Slánským, který probíhal od 20. listopadu do 27. listopadu 1952.
Téhož roku Přemysl Freiman stačil natočit také svůj zřejmě nejznámější film Běda tomu, skrze něhož přichází pohoršení, zinscenovanou „dokumentární rekonstrukci“ tzv. Čihošťského zázraku natočenou pod dohledem komunistické kontrarozvědky. Lživým způsobem jsou popisovány nejen události okolo údajného zázraku a celkově útočný duch snímku je primárně zaměřen na římskokatolickou církev a odpůrce kolektivizace. Čihošťský farář Josef Toufar byl ve značně zbědovaném stavu za účelem natáčení filmu Státní bezpečností dopraven z vězení do Číhoště a nucen k tomu, aby s pomocí drátkového zařízení, které připravili komunističtí vyšetřovatelé, rozpohyboval kříž v kostele. Fyzicky zdevastovaný Toufar během výstupu na kazatelnu omdlel, takže natáčení muselo být opakováno. Natáčelo se v noci za přísného utajení před místním obyvatelstvem. Komunističtí ideologové prostřednictvím filmu tvrdili, že údajné drátky k rozpohybování kříže farář ukrýval za květinami. Nedošlo jim však, že k údajnému zázraku došlo v adventní době, kdy církevní předpisy v kostelech květinovou výzdobu zakazují. Spisovatel Miloš Doležal, autor knihy o faráři Toufarovi Jako bychom dnes zemřít měli, považuje Freimanův snímek za „učebnici bolševické propagandy“.

### Freimanova pedagogická činnost a jeho nesouhlas s Invazí 1968
V letech 1961–1965 externě působil jako pedagog televizní režie na FAMU a operní režie na HAMU i na brněnské JAMU. V dalších letech se zabýval teoretickými aspekty televize, programové skladby. Teoretická erudice jej předurčila k práci vedoucího oddělení perspektivní programové koncepce, kterou vykonával v letech 1965–1969. Jako většina jeho současníků, ani on nesouhlasil se vstupem vojsk Varšavské smlouvy. Aktivně se podílel na ilegálním vysílání tehdejší Československé televize, za což byl ze své funkce následně odvolán. Začátkem 70. let stihl ještě natočit dva reportážní dokumenty o zájezdech opery Národního divadla do zahraničí. Brzy poté byl však z televize pro kritiku okupace 1968 propuštěn. Následně přijal místo nočního hlídače v Muzeu Bedřicha Smetany. Už v roce 1976 však odešel do invalidního důchodu.

## Odezvy na Freimanovu propagandistickou činnost v nedávné době
Freimanův film Běda tomu, skrze něhož přichází pohoršení byl v roce 2004 připomenut fiktivní televizní adaptací In nomine patris, v němž se tvůrci pokusili zrekonstruovat okolnosti vzniku původního propagandistického „dokumentu“ z roku 1950. Výsledné znění však působí poněkud tendenčně, snaží se hledat omluvy pro Freimanovy pohnutky a rehabilitovat ho. Podle historiků Jana Jaroše a Petra Kopala budí výsledný pokus rozpaky. Zarážející je už například to, že autoři snímku z roku 2004 na přání Freimanových potomků změnili jméno této postavy a místo Freimana ho označují jako Neumana, přičemž další aktéři příběhu (farář Toufar a další) vystupují v příběhu pod nezměněnými jmény.
Rodu herečky Veroniky Freimanové se věnoval druhý díl televizního cyklu Tajemství rodu, který Česká televize připravila do vysílání v roce 2013. Činnost Přemysla Freimana v 50. letech 20. století byla v dokumentu zmíněna jen letmo. O to více však bylo divákům zdůrazněno, že se špatným kádrovým profilem z roku 1968 mohl Freiman na sklonku života pracovat jen jako noční hlídač Muzea Bedřicha Smetany.

## Pedagogická publikační činnost
- Hledání televize. Díl 1. Pojmy. Edice Československá televize. Praha : Stud. odbor Čs. televize, 1966.
- Hledání televize. Díl 2. Tvorba. Edice Československá televize. Praha : Stud. odbor Čs. televize, 1966.